# Онслоу (окръг, Северна Каролина)
Окръг Онслоу (на английски: Onslow County) е окръг в щата Северна Каролина, Съединени американски щати. Площта му е 2354 km², а населението – 187 136 души (2016). Административен център е град Джаксънвил.